# Aeropuerto de Gjögur

El Aeropuerto de Gjögur (IATA: GJR; ICAO: BIGJ) es un aeropuerto que atiende a la pequeña población del distrito de Árneshreppur en los fiordos occidentales del noroeste de Islandia, en la costa de la bahía de Húnaflói. Cuenta con personal a tiempo parcial por medio de un controlador AFIS, y solo abre vuelos Flugfélag Ernir, que son dos veces por semana en invierno y una vez por semana en verano.
El aeropuerto de Gjögur es muy importante para la población local. En el invierno, el aeropuerto es el único medio de acceso a todo el distrito, ya que el camino de acceso es intransitable. El gobierno de Islandia requiere estos vuelos para abastecer a la población con alimentos y otros bienes, y proporcionar transporte de pasajeros. Flugfélag Ernir es la única aerolínea que vuela aquí.
El aeropuerto tiene luces de pista, luces PAPI y luces de calle de rodaje. Tiene un enfoque por instrumentos que usa la baliza no direccional Gjogur en el campo (Ident: GJ), pero esto es solo de corto alcance, p. se puede recoger desde el cercano aeródromo de Hólmavík.

## Coordenadas
65°59'40"N 21°19'45"O

## Estadísticas
Ver fuente y consulta Wikidata.
- Datos: Q3275842
- Multimedia: Gjögur Airport / Q3275842